# Technische Hochschule Aschaffenburg
Die Technische Hochschule Aschaffenburg (TH Aschaffenburg) ist eine Technische Hochschule für angewandte Wissenschaften im bayerischen Aschaffenburg, die 1995 gegründet wurde. Sie gehört damit zu den neueren Hochschulen in Deutschland. Die Hochschule gliedert sich in drei Fakultäten: Ingenieurwissenschaften, Gesundheitswissenschaften und Wirtschaft und Recht. Aktuell bietet sie 28 Studiengänge an, davon 16 Bachelor-Studiengänge und 10 Master-Studiengänge mit ca. 3.000 Studenten (Sommersemester 2023).

## Geschichte
Der Bayerische Ministerrat beschloss im Jahre 1991, neben den Hochschulstandorten in Amberg/Weiden, Ansbach, Deggendorf, Hof, Ingolstadt und Neu-Ulm auch in Aschaffenburg eine neue Fachhochschule aufzubauen – zunächst als Abteilung der Fachhochschule Würzburg-Schweinfurt-Aschaffenburg, später als eigenständige Hochschule.
Im 19. Jahrhundert existierte in Aschaffenburg die Karls-Universität Aschaffenburg, an deren Tradition die heutige Hochschule jedoch nicht anknüpft.
Am 9. Oktober 1995 wurde der Lehrbetrieb mit 89 Studenten der Betriebswirtschaftslehre sowie vier Professoren und acht Lehrbeauftragten unter dem Präsidenten der FH Würzburg-Schweinfurt-Aschaffenburg, Wolfgang Fechner aufgenommen. Gründungsdekan und Leiter der Hochschulabteilung Aschaffenburg war von 1995 bis 2000 Ulrich Brunsmann. Erster gewählter Rektor war seit 2001 der Volkswirtschaftler Wilfried Diwischek. Seit 2007 hat die Hochschule Aschaffenburg einen Präsidenten, nach seiner Wiederwahl 2012 war dies erneut Wilfried Diwischek bis 2019. Mit der Umbenennung in Technische Hochschule zum 15. März 2019 trat Eva-Maria Beck-Meuth ihr Amt als neu gewählte Präsidentin an.
Im Wintersemester 2001/2002 zählte die Fachhochschule Aschaffenburg über 950 Studierende, 29 Professoren, rund 60 Lehrbeauftragte und 35 weitere Mitarbeiter. Im Wintersemester 2013/2014 studierten bereits mehr als 3.000 Studierende an der Hochschule. Die Zahl der Professoren ist inzwischen auf über 100 angewachsen, die Zahl der Lehrbeauftragten ebenfalls auf über 90 und die der wissenschaftlichen und nichtwissenschaftlichen Mitarbeiter auf rund 200. Aktuell hat die TH Aschaffenburg 3.400 Studierende, 308 Mitarbeitende und 123 Professoren und Professorinnen.
Seit 1990 unterstützt die Gesellschaft der Förderer und Freunde der Hochschule Aschaffenburg e. V. die Entwicklung der Hochschule.
Am 1. Oktober 2007 trat eine neue Grundordnung in Kraft, nach der die Fachhochschule Aschaffenburg Hochschule Aschaffenburg heißt. Ab 15. März 2019 gilt die Bezeichnung Technische Hochschule Aschaffenburg (TH Aschaffenburg).

## Ausrichtung
Der Schwerpunkt der Hochschule liegt im betriebswirtschaftlichen und technisch orientierten Studienangebot. Der Studiengang Betriebswirtschaft und Recht wurde in Bayern erstmals angeboten. Als einzige Hochschule in Bayern bietet sie die Studiengänge Internationales Immobilienmanagement sowie Internationales Technisches Vertriebsmanagement an. Seit dem Wintersemester 2005/06 gibt es Bachelor- und Master-Studiengänge. Seit 2022 wurde die Ausrichtung um den Bereich Gesundheit mit dem Studiengang Hebammenkunde erweitert.
Die TH Aschaffenburg setzt auf Kooperation mit Unternehmen der Region zum Austausch im Bereich anwendungsorientierter Forschung und Entwicklung und beteiligt sich am Innovationsnetz Bayerischer Untermain.
Neben den üblichen Hochschuleinrichtungen stehen ein Sprachenzentrum, ein Zentrum Naturwissenschaften sowie 32 Labore zur Verfügung. Mit dem berufsbegleitenden Bachelorstudiengang Elektro- und Informationstechnik und dem als Fernstudium angebotenen Masterstudiengang Elektrotechnik, der in Zusammenarbeit mit der Hochschule Darmstadt und der Zentralstelle für Fernstudien an Fachhochschulen ZFH angeboten wird, haben entsprechend Qualifizierte die Möglichkeit, sich nebenberuflich weiterzubilden. Der 2012 eingerichtete Career Service berät Studieninteressierte, Studierenden und Absolventen und veranstaltet Workshops und Seminare, die auf das Studium bzw. den Weg in die Arbeitswelt vorbereiten.
Mit dem Zentrum für Wissenschaftliche Services und Transfer (ZeWiS) hat die Technische Hochschule Aschaffenburg eine Schnittstelle zwischen Wirtschaft und Forschung geschaffen. Sie bietet Auftragsforschung, Entwicklungsleistungen und Weiterbildungsmöglichkeiten auf folgenden Gebieten: Automotive, Wissenstransfer, Energieeffizienz, Intelligente Systeme/Automatisierung, Materials. Auf den 1000 m² Labor- und Büroflächen im Industrie Center Obernburg arbeiten rund 20 Hochschulprofessoren und ihre Mitarbeiter. Die Forschungsbereiche im ZeWiS bauen auf Kooperationen mit regionalen Unternehmen auf. Studierende können am ZeWiS aktuelle Fragestellungen aus den Forschergruppen im Rahmen von Master- und Bachelorarbeiten sowie Promotionen behandeln.

## Gebäude

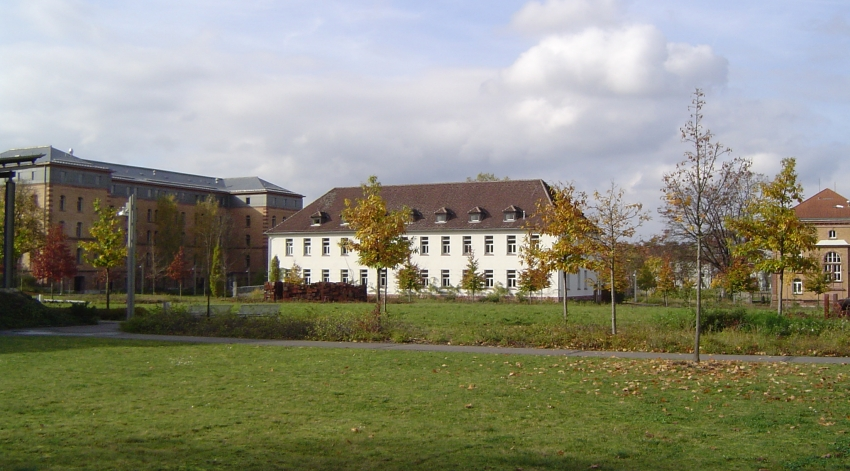
Ehemalige Jägerkaserne, Blick auf Campus TH Aschaffenburg mit Bibliothek

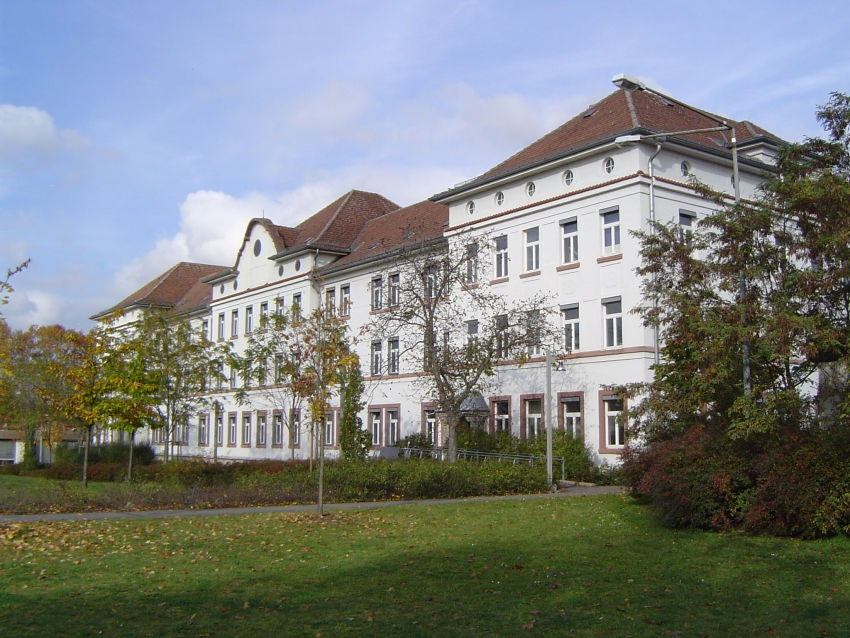
Ehemalige Jägerkaserne, seit 1995 TH Aschaffenburg, Gebäude 20 (von 2005)

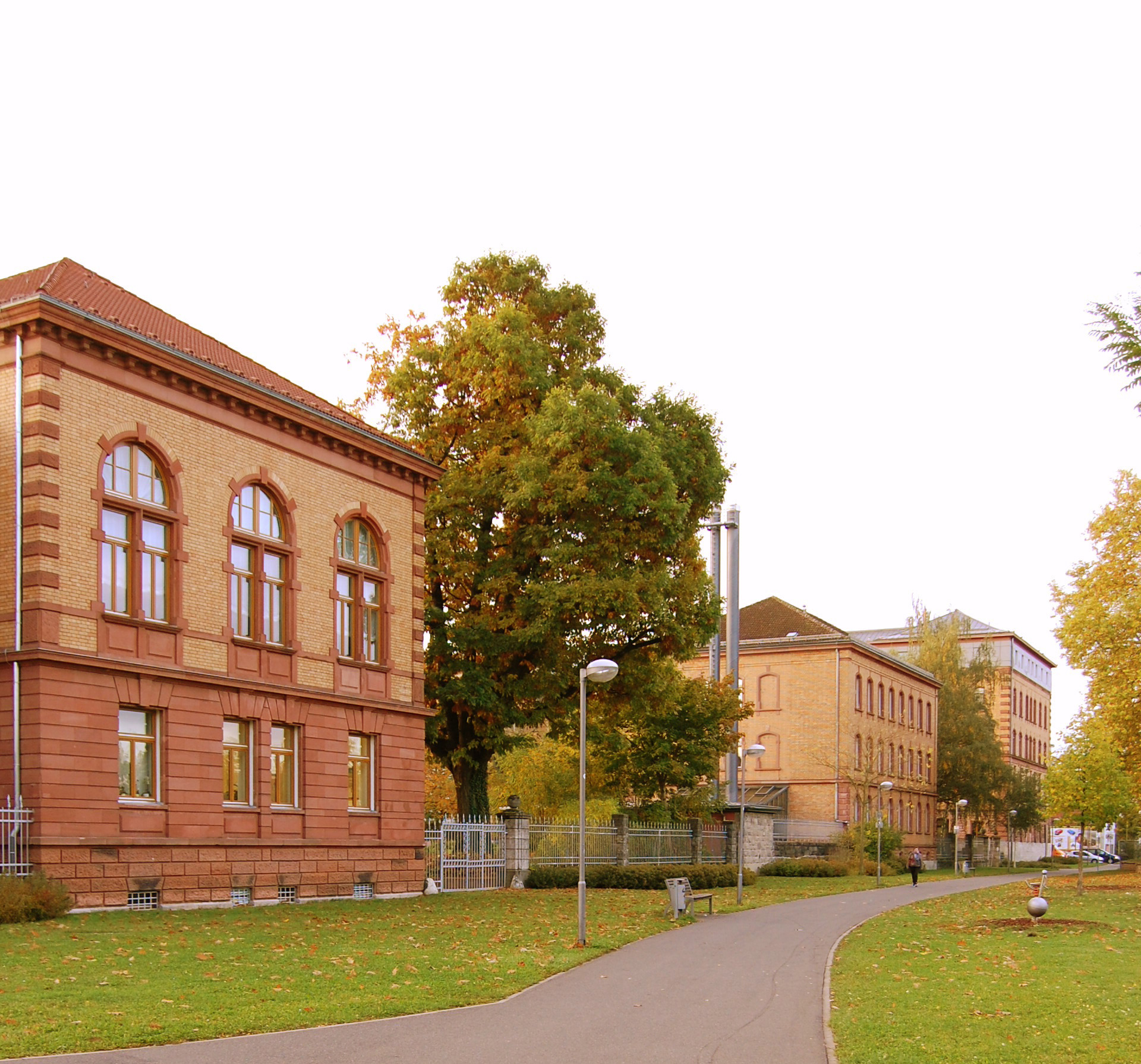
Ehemalige Jägerkaserne (von 2012)

Eugen Pfeifer (1858–1916), Onkel des Lehrers, Volkskundlers und Heimatschriftstellers Valentin Pfeifer, stammte aus Sommerau. Er erwarb Anfang 1884 ein bäuerliches Anwesen an der Würzburger Straße 34. Hier war er als Landwirt tätig und erwarb noch weiteres Ackerland im Umfeld. 1893 verkaufte er seine Liegenschaften an die Brüder Woerner, Besitzer eines Bau- und Steinmetzbetriebes. Diese erwarben in einem Tauschgeschäft die alte Kaserne an der Weißenburger Straße sowie einen Bauplatz in der Kolbornstraße und errichteten dafür ab 1896 eine moderne Kaserne auf dem ehemaligen Landgut von Eugen Pfeifer.
Die Technische Hochschule Aschaffenburg hat ihren Sitz in der ehemaligen Jägerkaserne, in der im 19. Jahrhundert das 2. Königlich-Bayerische Jägerbataillon stationiert war. Diesen Namen trägt die Anlage auch heute noch.
Im Zweiten Weltkrieg wurde die Anlage zwar durch Bomben getroffen, war aber schnell wieder benutzbar. Noch im Jahre 1945 zog mit einem Motorpool der 1. US-Infanteriedivision die US-Armee in die Jägerkaserne ein, wo sie bis 1992 blieb.
Danach begannen die Umbauarbeiten zur Fachhochschule (→ Konversion). Ziel war es, ältere Gebäude mit guter Bausubstanz und zum Teil denkmalgeschützter Architektur funktionsgerecht zu sanieren, jüngere Bauten mit minderer Qualität abzureißen. Im ersten Bauabschnitt wurden Verwaltungsgebäude, Hörsaalgebäude und Rechenzentrum fertiggestellt. Von 1996 bis 1998 wurden im zweiten Bauabschnitt der Hörsaal, Aula, Mensa, Heizzentrale, Bibliothek, Labor, Verwaltungs- und Bürogebäude errichtet. Im Jahre 2004 wurde ein Neubau mit Laboren für die Mechatronik in Betrieb genommen.
Das alte Offizierswohnheim wurde ebenfalls im Jahre 2005 abgerissen, an seiner Stelle entstand ein Studentenwohnheim.
Im 2. Quartal 2008 begannen die Abrissarbeiten an den Gebäuden, die durch die US-Armee errichtet wurden. Im Herbst 2008 wurde mit dem Bau eines Labor- und Hörsaalgebäudes für die Mechatronik und das Wirtschaftsingenieurwesen begonnen. Die Fertigstellung erfolgte im Jahr 2011. Im Frühjahr 2010 wurden außerdem 3 teils aus Studienbeiträgen finanzierte Modulbauten errichtet, die zum WS 2010/2011 in Betrieb genommen wurden und den neuen Studiengängen die bisher fehlenden Raumkapazitäten zur Verfügung stellen.
Im November 2013 begannen die Arbeiten für den Neubau einer Energiezentrale. Die Grundsteinlegung erfolgte im März 2014. Die neue Energiezentrale wurde 2014 in Betrieb genommen.

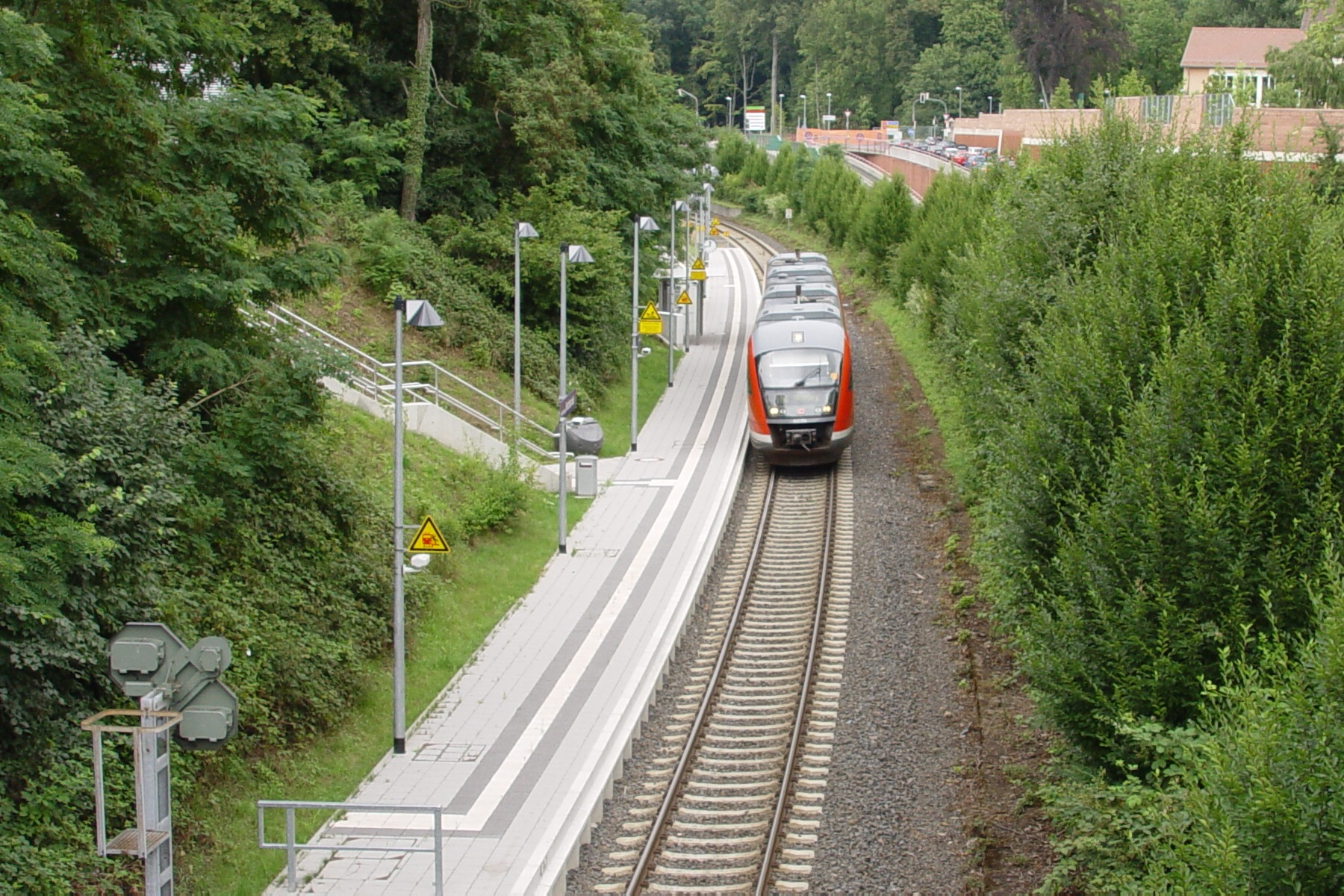
Haltepunkt Aschaffenburg Hochschule

## Verkehrsanbindung
Am 12. September 2007 erfolgte der erste Spatenstich für den Bau des neuen, an der Maintalbahn von Aschaffenburg nach Miltenberg gelegenen Haltepunktes „Aschaffenburg Hochschule“. Dieser wird als Bedarfshalt von Zügen der dort stündlich verkehrenden Regionalbahn angefahren. Nach über 100 Jahren erhielt Aschaffenburg damit wieder einen zusätzlichen Bahnhaltepunkt. Die Inbetriebnahme des 140 m langen Bahnsteigs erfolgte zum Fahrplanjahr 2008.
Daneben ist die Hochschule per Bus über die Haltestellen „Hochschule“ und „Campus Flachstr.“ erreichbar.

## Fakultäten, Studiengänge und Studienschwerpunkte
Die TH Aschaffenburg bietet Studiengänge aus den Fachgebieten Wirtschaft, Recht, Ingenieurwissenschaften und Gesundheit an. Diese sind teilweise dual, berufsbegleitend oder in Teilzeit studierbar. Die Masterabschlüsse ermöglichen den Zugang zum höheren Dienst und zur Promotion.

### Fakultät Wirtschaft und Recht (WR)
Dekan der Fakultät ist Hartwig Webersinke.

#### Bachelorstudiengänge
- Betriebswirtschaft
- Mittelstandsmanagement (Studienort Miltenberg)
- Betriebswirtschaft und Recht (Bachelor of Arts, LL.B)
- Internationales Immobilienmanagement
- Digitales Immobilienmanagement[13]
- Wirtschaftspsychologie

#### Masterstudiengänge
- Wirtschaft und Recht
- Immobilienmanagement[14]
- International Management[15]

### Fakultät Ingenieurwissenschaften und Informatik (IWIN)
Dekan ist Jürgen Vaupel.

#### Bachelorstudiengänge (Bachelor of Engineering oder Bachelor of Science)
Die Bachelorstudiengänge enthalten unterschiedliche fachliche Spezialisierungen (Schwerpunkte genannt), wobei manche Schwerpunkte aus verschiedenen Bachelorstudiengängen heraus gewählt werden können.
- Elektro- und Informationstechnik (auch berufsbegleitend und dual[16])
- Erneuerbare Energien und Energiemanagement
- Internationales Technisches Vertriebsmanagement
- Mechatronik (auch dual[16])
- Medical Engineering und Data Science
- Software Design (auch rein englischsprachig)
- Multimediale Kommunikation und Dokumentation
- Wirtschaftsingenieurwesen (auch berufsbegleitend)

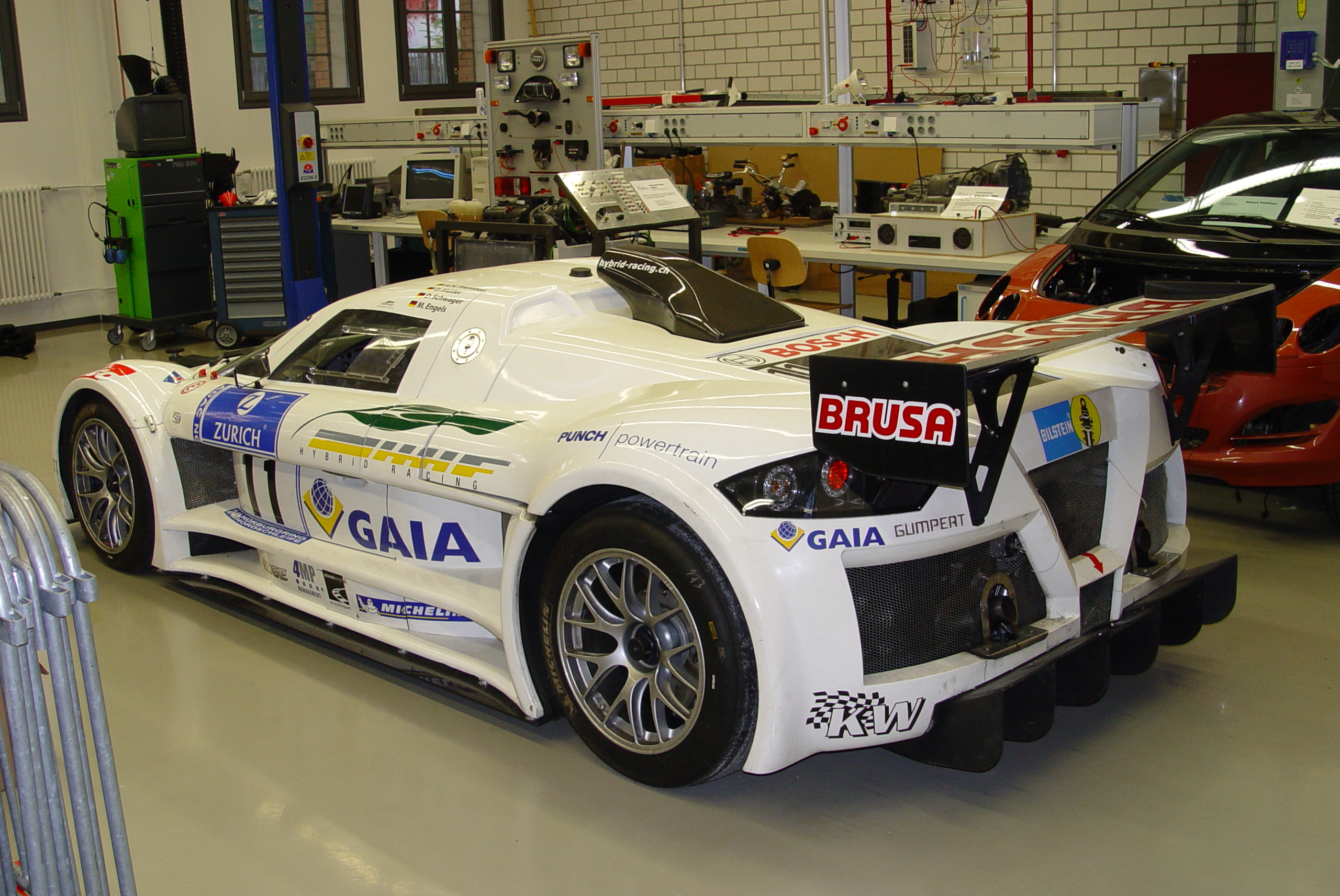
Der Gumpert Apollo mit Hybridantrieb von Heinz-Harald Frentzen im Labor für Fahrzeugmechatronik

- Modern Materials

#### Masterstudiengänge
- Angewandte Forschung in den Ingenieurwissenschaften
- Elektrotechnik
- Elektro- und Informationstechnik
- Wirtschaftsingenieurwesen
- International Renewable Energy Project Development
- Elektrotechnik (Weiterbildungsstudiengang in Kooperation mit der Hochschule Darmstadt und der Zentralstelle für Fernstudiengänge an Fachhochschulen (ZFH) im Fernstudium)
- Zuverlässigkeitsingenieurwesen (Weiterbildungsstudiengang in Kooperation mit der Hochschule Darmstadt und der Zentralstelle für Fernstudiengänge an Fachhochschulen (ZFH) im Fernstudium)

### Fakultät Gesundheit und Soziales (GS)
Die Fakultät Gesundheit und Soziales wurde im Jahr 2022 (zunächst als Fakultät Gesundheitswissenschaften) neu gegründet.

#### Bachelorstudiengänge
- Hebammenkunde
- Physician Assistant
- Interdisziplinäre Gesundheitsversorgung
- Soziale Arbeit (Einführung WiSe 2025/26)

## Labore
Die Forschung und die praktische Lehre findet vorwiegend in Laboren statt. Dies sind (leitender Professor in Klammern): Labor für Aufbau- und Verbindungstechnik, Materialtechnologien (Michael Kaloudis), Informations- u. Automatisierungstechnik, Prozessdatenverarbeitung und Prozessmesstechnik (Peter Fischer), Digitaltechnik, Mikrocomputertechnik, Smart Cards (Francesco Volpe), Elektronische Bauelemente, Schaltungstechnik, Elektromagnetische Verträglichkeit (Ulrich Bochtler), Elektrische Messtechnik (Hinrich Mewes), Regelungstechnik, Robotics and IoT (Kati Radkhah-Lens), Technische Physik, Beschichtungstechnik (Manfred Stollenwerk), Entwurf und Test digitaler Schaltungen und Systeme, kooperative automatisierte Verkehrssysteme (Konrad Doll), Signalverarbeitung, Audiokommunikation und Akustik (Mohammed Krini), Wirtschaftsinformatik (Andreas Pasckert), Leistungselektronik, Elektrische Maschinen und Antriebstechnik (Johannes Teigelkötter), Logistik (Michael Eley), Multimedia-Sprachlabor (Sylvana Krauße), Produktionstechnik (Armin Denner), Angewandte Lasertechnik und Photonik (Ralf Hellmann), Konstruktion und CAD, Messtechnik, Sensorik und Aktorik, Fahrradmechatronik (Martin Bothen), Zentrum für Kfz-Elektronik und Verbrennungsmotoren (Kai Borgeest), Grundlagen des Maschinenbaus (Norbert Zwanzer), Simulation, Steuerung und Regelung (Klaus Zindler), Anwendungen der Robotertechnik – CAMRA, Kreativität und Innovation – iLAB, Mechatronische Systeme – MeSys (Alexander Czinki), BIOMEMS (Christiane Thielemann), Datenverarbeitung, Embedded Systems (Jörg Abke), Regenerative Elektrische Energiesysteme (Michael Mann), Thermische Energiesysteme (Christian Steurer), Stoffstrommanagement (Kilian Hartmann), Medienlabor (Oliver Hugo), Technische Systeme und Vertrieb (Ludger Schneider-Störmann), Statistik und Optimierung (Kathrin Tschirpke), Scientific Computing and Simulation (Jörg Sautter), Optische Technologien (Thorsten Döhring), Dynamik und Schwingungstechnik (Georg Wegener), Behavioral Accounting & Finance/strategisches und operatives Controlling (Gordon Rötzel), Virtual und Augmented (Raphael Roßmann), nutzeradaptive Systeminteraktion (Alexander Biedermann), bildgebende Verfahren, Simulation und hybride Modellierung (Michael Möckel), Serverbasierte Software-Systeme und Dienste (Marie Caroline Oetzel, Jürgen Vaupel, Patrick Warnat), Programmiertechnik (Timea Illes-Seifert), Information & Tech Teaching (Jens Elsebach), Digitale und Optische Medizintechnik (Pia Engelhardt, Georg Hildenbrand).

## Forschung und Transfer
Die TH Aschaffenburg verfügt über folgende Forschungsschwerpunkte:
- Intelligent Systems[19]
- Materials[20]
- Wissensmanagement und Strukturwandel[21]

Aktuell verfügt die TH Aschaffenburg zudem über 14 Forschungsprofessuren. Forschung wird zudem in den Projektstudiengängen mit Masterabschluss und innerhalb der Promotion ermöglicht. Publikationen von Angehörigen der TH Aschaffenburg werden im Repositorium OPUS nachgewiesen.
Die TH Aschaffenburg setzt sich für einen Transfer der wissenschaftlichen Erkenntnisse in die Wirtschaft und Gesellschaft ein. Das Zentrum für Wissenschaftliche Services und Transfer (ZeWiS) wurde 2011 gegründet. Es ermöglicht, insbesondere kleinen und mittleren Unternehmen (KMU) die wissenschaftliche Expertise der TH Aschaffenburg für sich zu nutzen und sie zur Steigerung der eigenen Wettbewerbsfähigkeit einzusetzen. Das Kompetenzzentrum KI fördert im Rahmen der Hightech Strategy 2025 der Bundesregierung sowie der Hightech Agenda Bayern die Ausbildung des wissenschaftlichen Nachwuchses und trägt durch zukunftsweisende Forschung zur Stärkung Deutschlands und Bayerns als führende KI Standorte bei. Geplant ist des Weiteren ein Technologietransferzentrum für nachhaltige Energien in Alzenau.
Darüber hinaus bietet die TH Aschaffenburg Weiterbildungen für verschiedene Zielgruppen an.
Das VentureLab unterstützt Gründen aus der Hochschule heraus.

## Hochschulbibliothek
Die Bibliothek der TH Aschaffenburg unterstützt mit ihren Angeboten und Dienstleistungen Studierende, Lehrende und Forschende der TH Aschaffenburg sowie interessierte Gastnutzende. Sie ist zentraler Lernort der Hochschule. Die Bestände umfassen derzeit ca. 54.000 Bücher, 180.000 E-Books und rund 32.000 E-Journals. Der fachliche Schwerpunkt orientiert sich vor allem an den Fachgebieten der TH Aschaffenburg und umfasst Informationsressourcen aus den Bereichen Wirtschaft, Recht, Ingenieur-, und Gesundheitswissenschaften.

## Internationale Hochschul-Kooperationen

### Hochschulpartnerschaften
Innerhalb des Erasmus-Programm unterhält die Hochschule Partnerschaften mit:
Belgien
- Artesis University College Antwerp
- EPHEC, Brüssel
- HOWEST-University College West Flanders

Bulgarien
- Икономически Университет Варна
- Технически Университет Варна

Dänemark
- Aarhus School of Marine and Technology Engineering
- Business Academy Aarhus

 Finnland 
- Seinäjoki University of Applied Sciences
- Turku University of Applied Sciences

Frankreich
- Universität der Südbretagne
- Universität Aix-Marseille
- ESTA Ecole Supérieure des Technologies et des Affaires, Belfort
- Université Lille Nord de France

Griechenland
- Technological Education Institute of Epirus

Irland
- Dublin Institute of Technology
- Dublin Business School/European Business School, Irland

Italien
- Universität L’Aquila

Lettland
- Hochschule Vidzeme

Litauen
- Technische Universität Vilnius

Niederlande
- Hochschule Rotterdam/University of Professional Education
- Fontys University of Applied Science, Eindhoven
- Hogeschool van Amsterdam

Österreich
- FH Kufstein
- FH Oberösterreich
- FH Vorarlberg

Polen
- University of Economics Katowice

Portugal
- Instituto Politécnico do Porto
- Instituto Universitário da Maia

Rumänien
- University Petru Maior

Schweden
- Mittuniversitetet

Slowakei
- University of Economics Bratislava
- University of Zilina

Slowenien
- Universität Ljubljana

Spanien
- Universität Jaén
- Universität Las Palmas de Gran Canaria
- Universität Málaga
- Universität Valencia – Ingenieurswissenschaftliche Fakultät
- Universidad San Jorge

Tschechien
- Škoda Auto Vysoká škola
- Tschechische Technische Universität Prag

Türkei
- Aydin-Universität Istanbul
- TED-Universität Ankara

Ungarn
- Universität Miskolc
- University of Debrecen
- Obuda University

Vereinigtes Königreich
- Cardiff Metropolitan University
- Nottingham Trent University
- University of the Highlands and Islands, Standort Perth
- Coventry University

### Hochschulpartnerschaften außerhalb Erasmus
- Royal Melbourne Institute of Technology, Australien
- Victoria University, Melbourne, Australien
- The International College of Management, Sydney, Australien
- Universidade Regional de Blumenau, Brasilien
- Universidad del Desarrollo, Santiago/Concepción, Chile
- Universidad de Santiago de Chile, Chile
- Tongji-Universität, Shanghai, China
- Parul Group of Institutes, Vadodara, Indien
- Presidency University, Bangalore, Indien
- Aoyama-Gakuin-Universität, Tokyo, Japan
- Shūdō-Universität Hiroshima, Japan
- Kitami Institute of Technology, Kitami, Japan
- German-Jordanian University, Jordanien
- Vancouver Island University, Kanada
- Asia Pacific University, Kuala Lumpur, Malaysia
- Multimedia University, Cyberjaya, Malaysia
- Al Akhawayn University, Ifrane, Marokko
- Universität Monterrey, Mexiko
- Instituto Tecnológico y de Estudios Superiores de Monterrey, Mexiko
- Ara Institute of Canterbury, Neuseeland
- Eastern Institute of Technology, Neuseeland
- Otago Polytechnic, Neuseeland
- Universidad Tecnológica de Panamá, Panamá
- Universidad Peruana de Ciencias Aplicadas, Peru
- Haute École de Gestion Fribourg (HEG), Schweiz
- Durban University of Technology, Südafrika
- Daejin University, Pocheon, Südkorea
- Inha University, Incheon, Südkorea
- Sungshin University, Seoul, Südkorea
- National Taipei University of Business, Taiwan
- National Taiwan University of Science and Technology, Taipei, Taiwan
- National University of Kaohsiung, Taiwan
- National Central University, Taoyuan, Taiwan
- Kasem-Bundit-Universität, Thailand
- Universität Bangkok, Thailand
- Azusa Pacific University, USA
- East Carolina University, Greenville, USA
- Humboldt State University, Arcata, USA
- Montana State University, Billings, USA
- North Park University Chicago, USA
- St. Francis College, New York, USA
- State University of New York, USA
- City University of Seattle, USA
- University of North Carolina at Wilmington, USA
- San Diego National University, USA
- Vietnamesisch-Deutsche Universität, Vietnam